# Sept Lecteurs
Les Sept Lecteurs (en arabe : القراء السبعة) sont sept Qāriʾs qui maîtrisaient la Qira'at et transmettaient historiquement les récitations du Coran d'une manière approuvée et confirmée,.

## Présentation
Les sept lecteurs sont les Qāriʾs (récitateurs) les plus célèbres de qui la lecture du Coran a été transmise, de sorte que la lecture des mots différait dans certaines des ressources des versets coraniques,.
Leurs noms ont été publiés dans des livres sur les sciences du Coran, et ils appartiennent à la troisième classe de la récitation (en arabe : طَبَقَاتُ الْقُرَّاءِ).

## Histoire
Il y a dix récitations suivant différentes écoles de qira'ates, chacune tirant son nom d'un récitateur du Coran connu appelé qāriʾ.
Ces dix qira'ates sont émis à partir des sept originaux qui sont confirmés (mutawatir) (en arabe : قِرَاءَاتٌ مُتَوَاتِرَةٌ) par ces sept lecteurs du Coran qui ont vécu aux IIe et IIIe siècles de l'Islam.
C'est le savant Abu Bakr Ibn Mujāhid, qui a vécu au quatrième siècle de l'Islam, qui a le premier approuvé ces sept qira'at, de sorte que les versions réelles des lectures du Coran qui nous sont transmises font partie du système de qira'at consistant en une hiérarchie passant des qira'ates aux riwayates qui ont des turuq ou des lignes de transmission, et transmise au wujuh.
Les sept lectures de la Qira'at ont d'abord été limitées et notées par Abu Bakr Ibn Mujāhid, qui les a canonisées au VIIIe siècle de notre ère, dans son livre intitulé Kitab al-Sab' fil-qirā'āt.
Avant Ibn Mujāhid, il y eut Abu Ubaid al-Qasim bin Salam, qui fut le premier à rassembler les récitations des sept récitants mutawatir.
Dans un poème de 1173 vers, le savant Qasim ibn Firrū ibn Khalaf Al-Shatibi Al Andalusi, a décrit les deux voies les plus célèbres transmises par chacun des sept lecteurs, dont le titre est Ash-Shatibiyyah (ar) et où il a documenté les règles de récitation de chacun de ces sept lecteurs.
De plus, le savant Ibn al-Jazari, a écrit deux autres poèmes Al-Durra Al-Maa'nia (en arabe : الدرة المعنية). Et Tayyibat Al-Nashr (en arabe : طيبة النشر), traitant ces sept lectures en détail.

## Lecteurs
Les sept Qāriʾs confirmés dans les récitations sont par ordre chronologique par année de naissance, :
1. Ibn Amir ad-Dimashqi (640 - 736 CE)[15]
2. Ibn Kathir al-Makki (665 - 737 CE)[16],[17].
3. Nafiʽ al-Madani (689 - 785 CE)[18],[19].
4. Abou Amr de Bassora (689 - 771 CE)[20].
5. Hamzah az-Zaiyyat (699 - 772 CE)[21].
6. Aasim ibn Abi al-Najud (700 - 745 CE)[22].
7. Al-Kisa'i (737 - 805 CE)[23],[24].

## Rouwates
Chacun des lecteurs sept avaient appelé les disciples Rouwates (en arabe : رُوَاة ) Qui ont noté, narré et transmis les enseignements de Qari dans une version appelée Riwayah (en arabe : رِوَايَة).
Le Rawi (en arabe : رَاوِي) Ou de l'émetteur à son tour avait d' autres disciples qui retracées les routes secondaires de transmission appelée « Tourouq » de la récitation (en arabe : طَرِيق) ou Voies.
Les théologiens en ont dénombré un nombre approchant les 850 Tourouq validés et confirmés de la récitation coranique.

## Voir également
- Ahruf
- Qira'at
- Dix récitations
- Special recitations (ar)